# مدارس متنقلة في اليمن

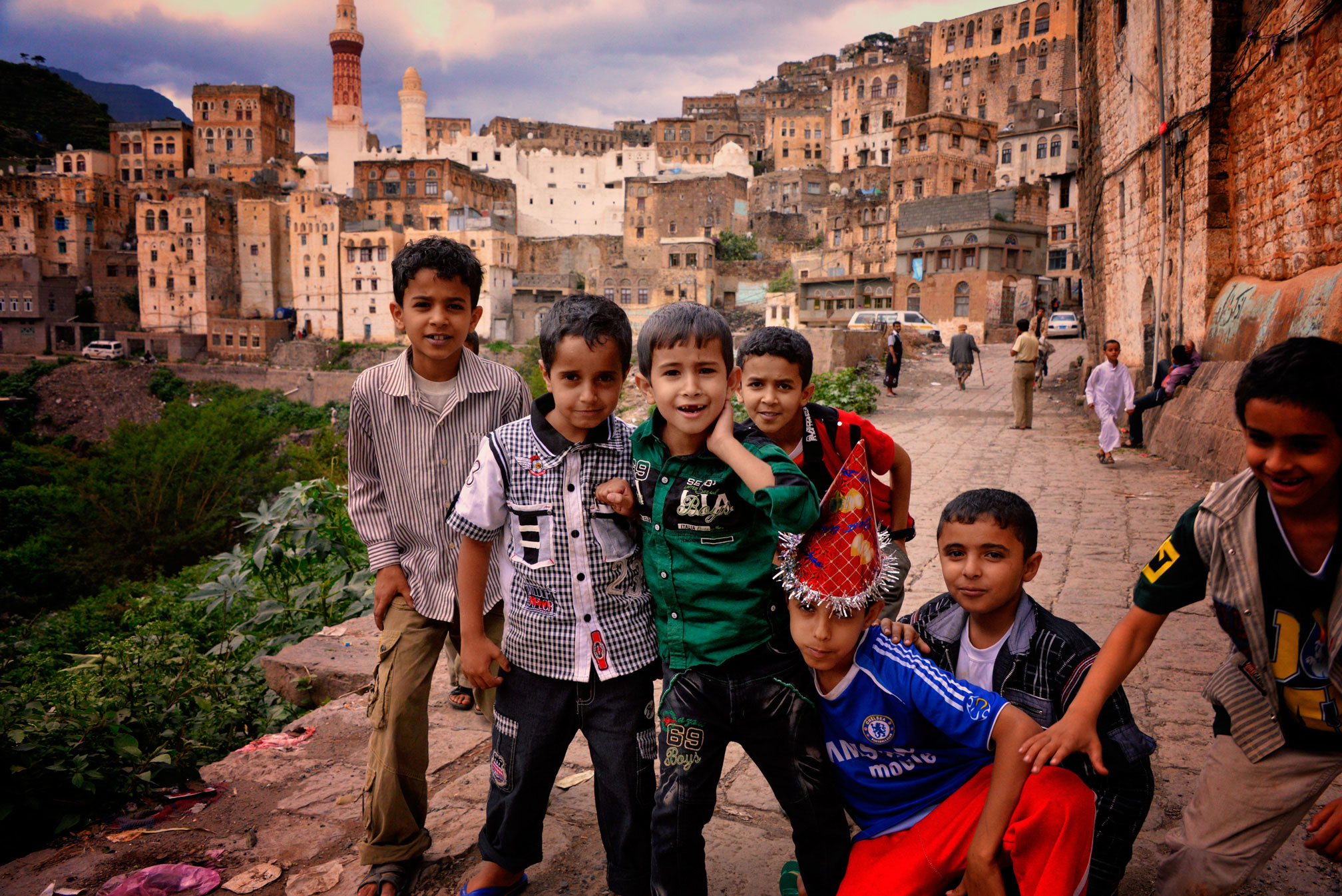
أطفال يمنيين، جبلة، 2014.

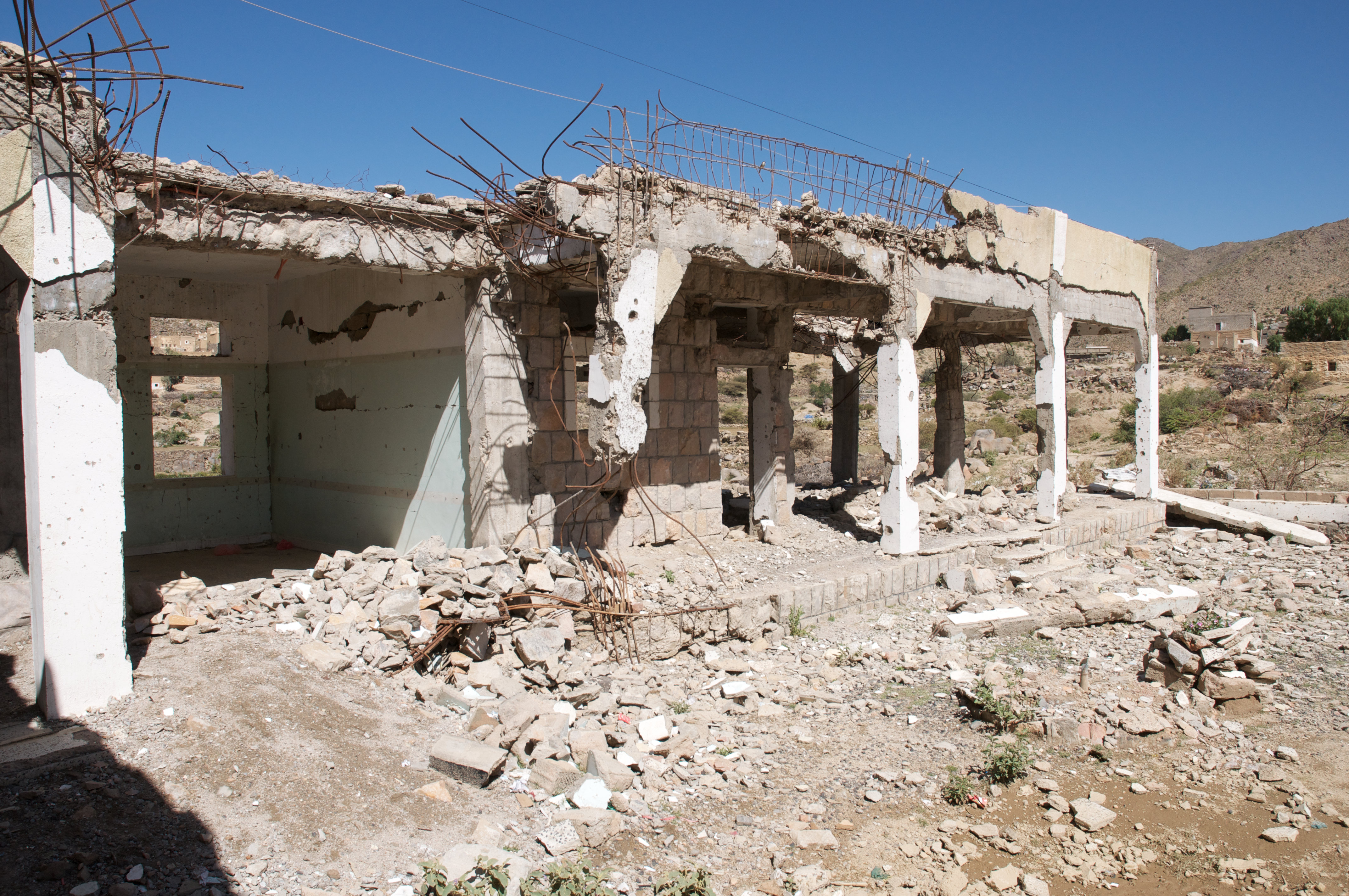
مدرسة تعرضت للقصف في صنعاء، اليمن، 2013.

المدارس المتنقلة في اليمن هي عادة عبارة عن حافلات يتم تحويلها إلى فصول دراسية لتوفير منطقة تعليمية للأطفال اليمنيين الذين يعيشون في مناطق الحرب أو مخيمات اللاجئين.

## خلفية
نزح أكثر من 4 ملايين شخص منذ عام 2015 بسبب الحرب في اليمن. ووفقًا لليونيسف، أجبرت الحرب مليوني طفل يمني على ترك المدرس. وتعرضت أكثر من 460 مدرسة في جميع أنحاء البلاد، للهجوم. وتضررت أكثر من 2500 مدرسة، أو جرى استخدامها لأنشطة غير تعليمية، بما في ذلك كملاجئ جماعية للعائلات النازحة.

## مدارس متنقلة
في أكتوبر 2013، افتتح شاب يمني اسمه نزار السقاف، الذي كان يبلغ 40 عاماً وكان يعمل في مجال التسويق، مدرسة متنقلة بهدف تعليم أطفال الشوارع العاملين في جولة ريماس في صنعاء، القراءة والكتابة. حيث كشف تقرير البرنامج الإنمائي للأمم المتحدة عام 2013، أن ثلث الأطفال في اليمن لا يستطيعون الحصول على فرص التعليم والالتحاق بالمدارس في الوقت الحالي، بسبب ما وصف بالاختلالات التي يعانيها القطاع التعليمي، وبينها التسرب المدرسي، ونقص الخدمات التعليمية في البلاد.
فكان السقاف يستئجر حافلة صغيرة مرتين في الأسبوع لمدة ساعتين في كل مرة ويتوجه الی تلك المنطقة. وكانت تشتهر منطقة جولة ريماس بأعلى معدلات عمالة الأطفال في صنعاء.
ومدرسة «إدريس» المتنقلة، هي حافلة مجهزة بوسائل تعليمية، تتجول في مخيمات اللاجئين لتعليم الأطفال اليمنيين المحرومين من استكمال دراستهم والذهاب إلى مدارسهم بسبب الحرب الأهلية في اليمن. وهي حافلة مدرسية صفراء كبيرة مولتها جمعية الرحمة الدولية الكويتية بالتعاون مع السلطات المحلية. وكان مخيم «مفرق» هو المخيم الأول الذي زارته الحافلة لأنه يستضيف أكثر العائلات النازحة (309 عائلة) ويوجد فيه عدد كبير من الأطفال المتغيبين عن المدرسة. ويذهب الأطفال الذين تتراوح أعمارهم بين 6 و 10 سنوات إلى الحافلة المدرسية المتنقلة لمدة ثلاثة أشهر، من الساعة الثامنة صباحًا وحتى الظهيرة من كل أيام الأسبوع ما عدا يوم الجمعة. ويجلس الطلاب على كراسي ملونة خارج تلك الحافلات ويستظلون بظلها، أو يدخلون إليها ويجلسون على أرضية ملونة على شكل مربعات. وقد تلقى 94 طالبًا «دروسًا مكثفة في اللغة العربية والدراسات الإسلامية والرياضيات والعلوم»، لمساعدتهم على اللحاق بالمناهج الدراسية التي فاتتهم بسبب الحرب.
أفاد رائد إبراهيم، رئيس منظمة التواصل للتنمية البشرية، وهي منظمة غير حكومية محلية تدير الفصول المدرسية المتنقلة، أنه ستزور حافلات أخرى عددًا من المخيمات في محافظاتي حضرموت ومأرب. وقال إبراهيم تستهدف مدرسة إدريس المتنقلة، تعليم أكثر من 5 آلاف طالب وطالبة سنوياً من خلال 5 عربات تعليمية متنقلة في أكثر وأشد المخيمات احتياجاً.